# منتج حيواني

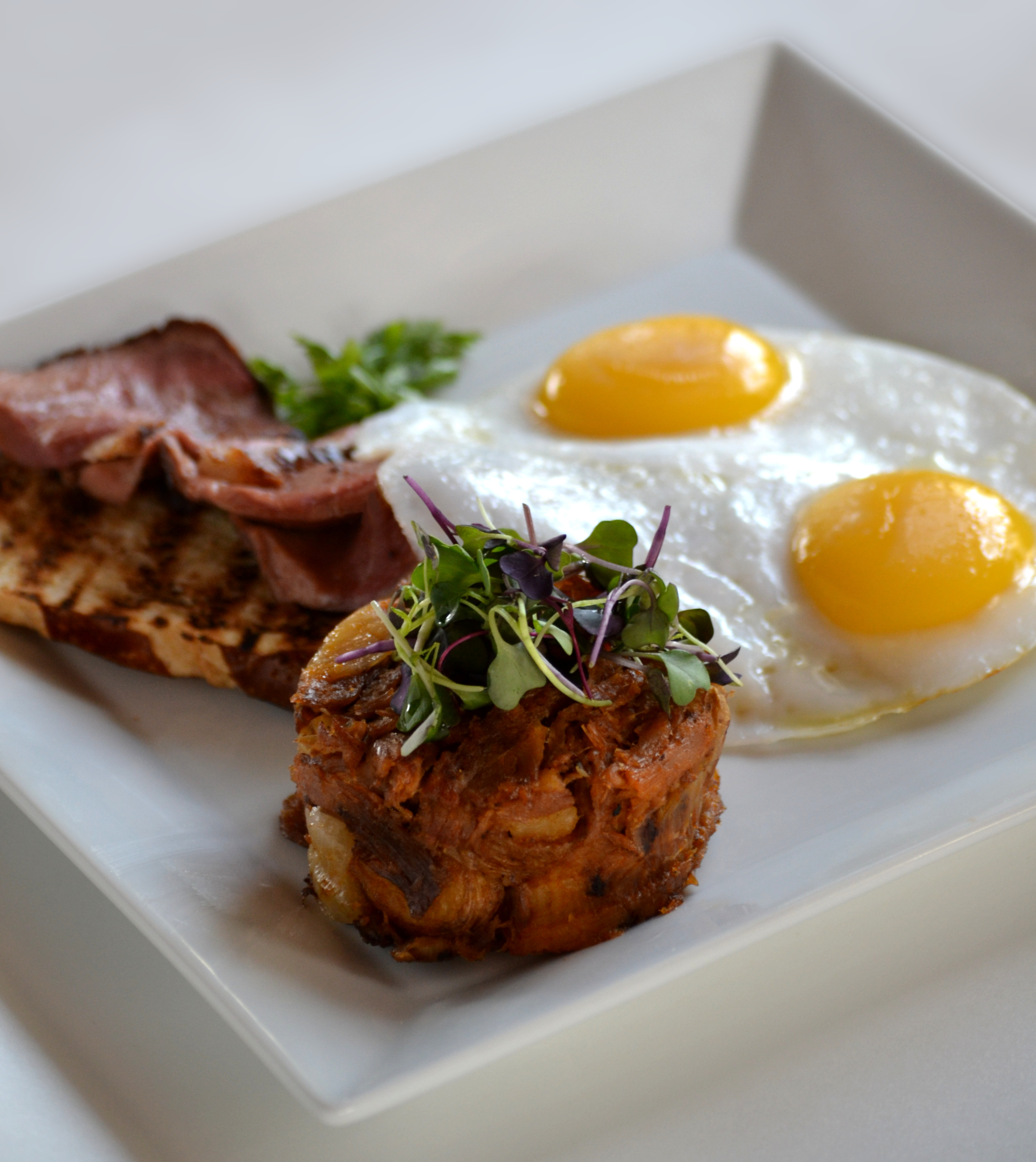
وجبةُ غَداءٍ خفيفةٌ، سُمِّيَّتْ بِهذا الاسم: (بَط، بَط، بَط)؛ لأنها تحوي بَيضتَي بَطٍّ، وكونفيت البَّطْ وصَدرُ بَطَّةٍ مَشوِيَّةٍ

المُنْتَجُ الحَيْوَانِيُّ هُوَ أَيُّ مَادَّةٍ مُشْتَقَّةٍ مِنْ جِسْمِ الحَيْوَانِ. ومن الأمثلة على ذلك: الدهون واللحم والدم والحليب والبيض والمنتجات الأقل شهرة مثل المنفحة.
المنتجات الثانوية الحيوانية كما حددتها وزارة الزراعة الأمريكية هي منتجات تحصد أو تصنع من الماشية بخلاف لحوم العضلات. في الاتحاد الأوروبي تعرف المنتجات الثانوية الحيوانية (ABPs) على نطاق أوسع إلى حد ما على أنها مواد من الحيوانات لا يستهلكها الناس. يعتبر بيض الدجاج للاستهلاك البشري من المنتجات الثانوية في الولايات المتحدة وليس في فرنسا بينما يصنف البيض المخصص لتغذية الحيوانات كمنتجات حيوانية ثانوية في كلا البلدين. هذا لا ينعكس في حد ذاته على حالة أو سلامة أو سلامة المنتج.
المنتجات الحيوانية الثانوية هي جثث وأجزاء من الذبائح من المسالخ وملاجئ الحيوانات وحدائق الحيوان والأطباء البيطريين والمنتجات من أصل حيواني غير المخصصة للاستهلاك البشري بما في ذلك نفايات الطعام. قد تمر هذه المنتجات بعملية تُعرف باسم التحويل إلى مواد غذائية بشرية وغير بشرية ودهون ومواد أخرى يمكن بيعها لصنع منتجات تجارية مثل مستحضرات التجميل والطلاء والمنظفات والتلميع والغراء والصابون والحبر. يسمح بيع المنتجات الثانوية الحيوانية لصناعة اللحوم بالتنافس اقتصاديًا مع الصناعات التي تبيع مصادر البروتين النباتي.
تشمل كلمة حيوانات جميع الأنواع الموجودة في المملكة البيولوجية Animalia على سبيل المثال رباعيات الأرجل ومفصليات الأرجل والرخويات. بشكل عام لا تعتبر المنتجات المصنوعة من الحيوانات المتحجرة أو المتحللة مثل البترول المتكون من بقايا الحيوانات البحرية القديمة منتجات حيوانية. نادرًا ما توصف المحاصيل المزروعة في التربة المخصبة ببقايا الحيوانات بأنها منتجات حيوانية. لا تصنف المنتجات التي يحصل عليها من البشر (على سبيل المثال الشعر المباع من أجل الشعر المستعار والدم المتبرع به) على أنها منتجات حيوانية على الرغم من أن البشر جزء من مملكة الحيوان.
تحظر العديد من أنماط النظام الغذائي الشائعة إدراج بعض فئات المنتجات الحيوانية وقد تحد أيضًا من شروط السماح للمنتجات الحيوانية الأخرى. وهذا يشمل على سبيل المثال لا الحصر النظم الغذائية العلمانية مثل الأنظمة الغذائية النباتية والحيوانية والعجرية وكذلك الأنظمة الغذائية الدينية مثل الأنظمة الغذائية الحلال والحلال والماهايانا والماكروبيوتيك والساتفية. الأنظمة الغذائية الأخرى مثل الأنظمة الغذائية النباتية وجميع مجموعاتها الفرعية تستبعد أي مادة من أصل حيواني. علميًا استخدم مصطلح الأطعمة ذات المصدر الحيواني (ASFs) للإشارة إلى هذه المنتجات الحيوانية والمنتجات الثانوية مجتمعة.
في تشريعات التجارة الدولية تُستخدم المصطلحات من أصل حيواني (POAO) للإشارة إلى الأطعمة والسلع المشتقة من الحيوانات أو التي لها علاقة وثيقة بها.

## مخلفات المسالخ

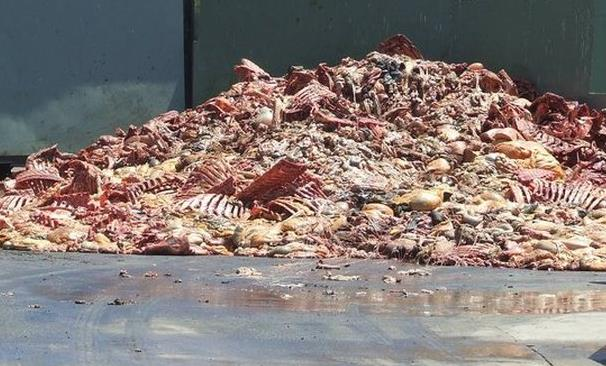
مخلفات المسالخ

تعرف نفايات المسالخ بأنها أجزاء من أجسام الحيوانات مقطوعة في تحضير الذبائح لاستخدامها كغذاء. يمكن أن تأتي هذه النفايات من عدة مصادر بما في ذلك المسالخ والمطاعم والمتاجر والمزارع. في المملكة المتحدة تصنف نفايات المسالخ على أنها نفايات مخاطر من الفئة 3 في لوائح المنتجات الثانوية الحيوانية باستثناء اللحوم المدانة المصنفة ضمن مخاطر الفئة 2.

### المنتجات الثانوية في أغذية الحيوانات الأليفة
تميل القطع المتبقية التي تأتي من عملية نزع اللحوم من الحيوانات إلى استخدامها لأغراض مختلفة. واحد منهم هو وضع هذه الأجزاء في طعام الحيوانات الأليفة. تستخدم العديد من العلامات التجارية الكبيرة والمعروفة لأغذية الحيوانات الأليفة المنتجات الثانوية الحيوانية كمصادر للبروتين في وصفاتها. يمكن أن يشمل ذلك أقدام الحيوانات والكبد والرئتين والرؤوس والطحال وما إلى ذلك أو خليط على شكل وجبة اللحوم والعظام. عادة لا يأكل البشر هذه الأعضاء اعتمادًا على الثقافة ولكنها آمنة ومغذية للحيوانات الأليفة بغض النظر. يمكن أن تشمل المنتجات الثانوية أيضًا قطعًا سيئة المظهر. يتم طهيها (مطبوخة) دائمًا لقتل مسببات الأمراض. يعلن بعض صانعي أغذية الحيوانات الأليفة عن نقص المنتجات الثانوية لجذب المشترين وهي خطوة انتقدت لأنها تساهم في هدر الطعام وتقليل الاستدامة.

## إضافات
- القرمزي المشتق من الخنافس القرمزية المسحوقة هو مادة حمراء أو أرجوانية شائعة الاستخدام في المنتجات الغذائية.[11] إنه شائع في المنتجات الغذائية مثل العصير والحلوى والزبادي.[12][13] كان وجود القرمزي في هذه المنتجات مصدرًا للجدل.[14][15] كان أحد المصادر الرئيسية للجدل هو استخدام الكارمين في ستاربكس فرابتشينو.[16][17] كارمين مادة مسببة للحساسية وفقًا لإدارة الغذاء والدواء.[18] يتطلب إنتاج رطل من الصبغة حوالي 70000 أنثى.[19]
- سيستئين من شعر الإنسان وشعيرات الخنازير (تستخدم في إنتاج البسكويت والخبز والمكملات الغذائية)
- المنفحة (شائعة الاستخدام في إنتاج الجبن)
- الشيلاك (يشيع استخدامه في صبغ الطعام وطلاء الزجاج والطب الصقيل)
- عش سويفتليت (مصنوع من اللعاب)